# Oscarsgalan 2005
Oscarsgalan 2005 var den 77:e upplagan av Academy Awards. Den hölls den 27 februari och belönade insatser gjorda inom film under 2004. Årets värd var Chris Rock.

## Vinnare och nominerade
Vinnarna listas i fetstil.
| Bästa film | Bästa regi |
| --- | --- |

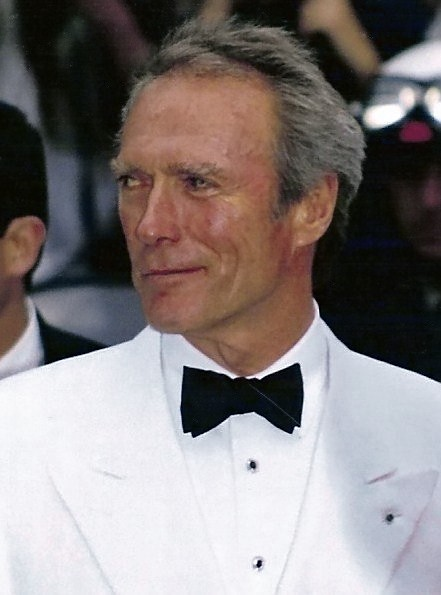
Clint Eastwood, bästa regissör

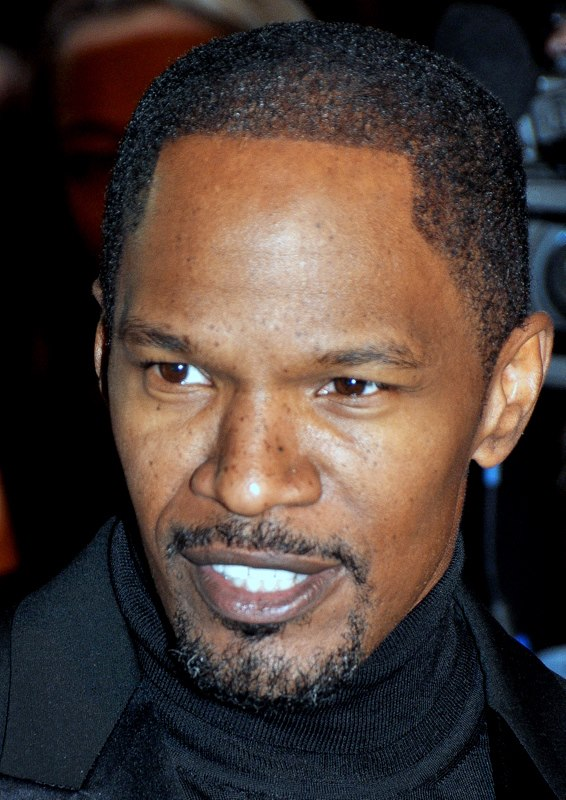
Jamie Foxx, bästa manliga huvudroll

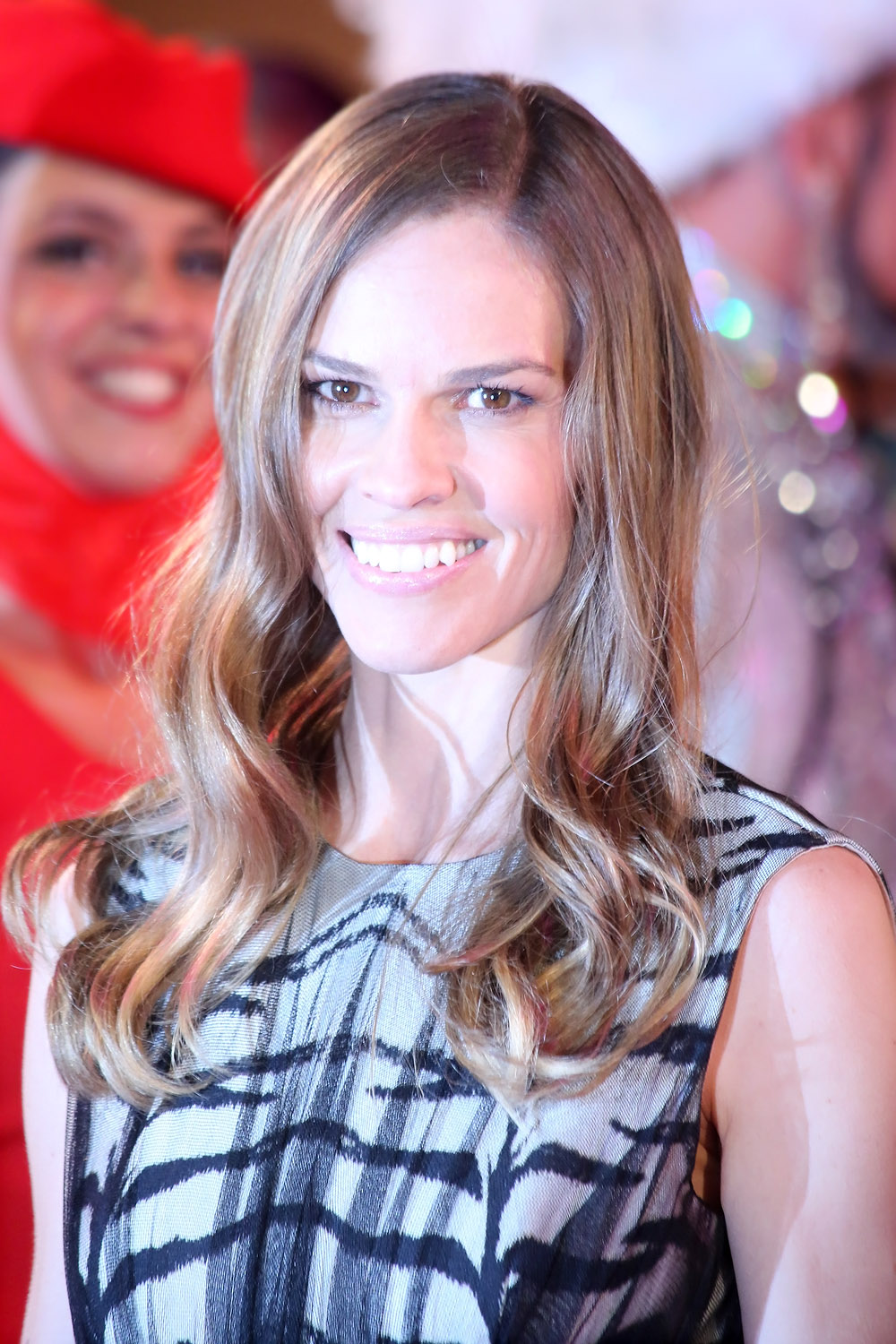
Hilary Swank, bästa kvinnliga huvudroll

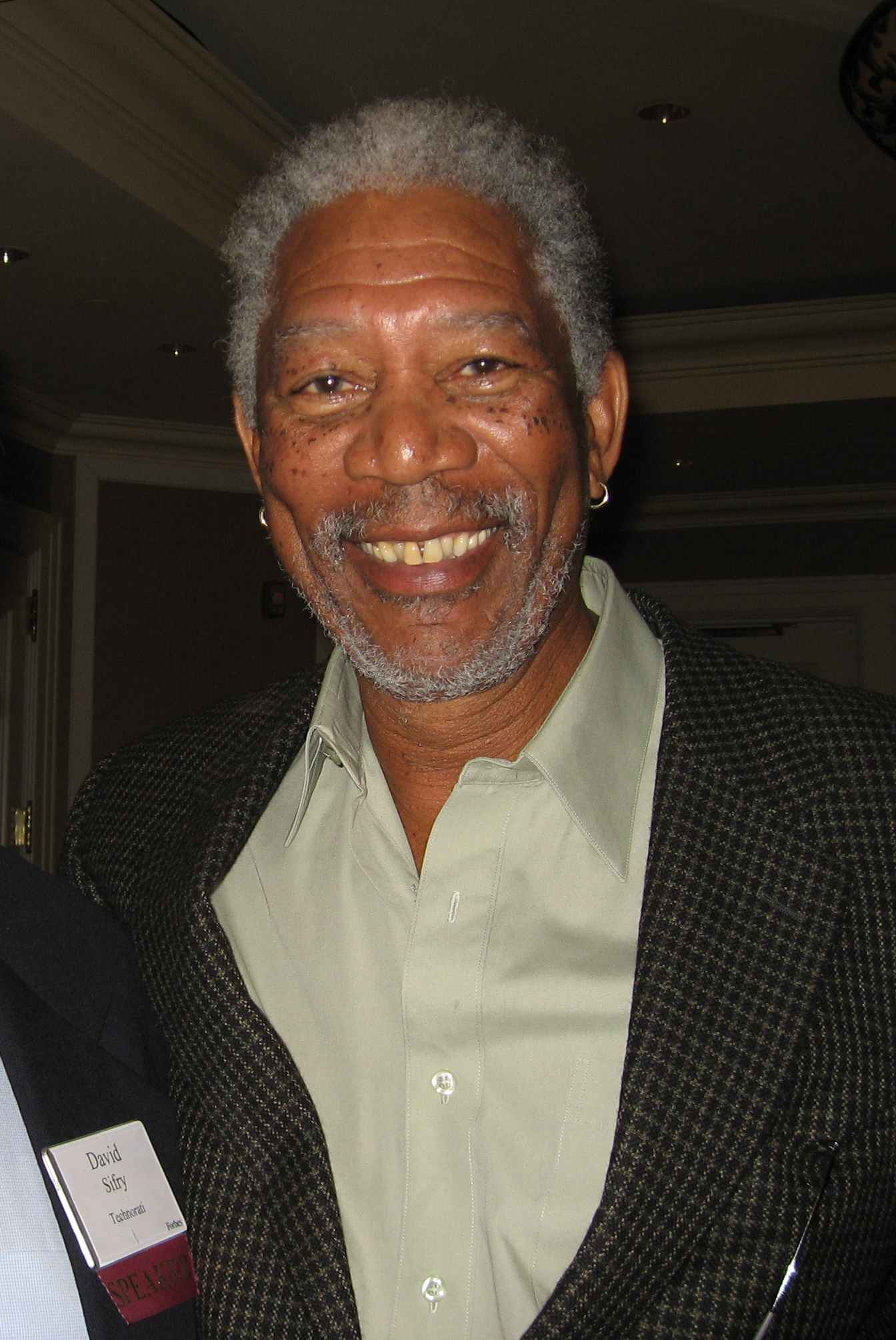
Morgan Freeman, bästa manliga biroll

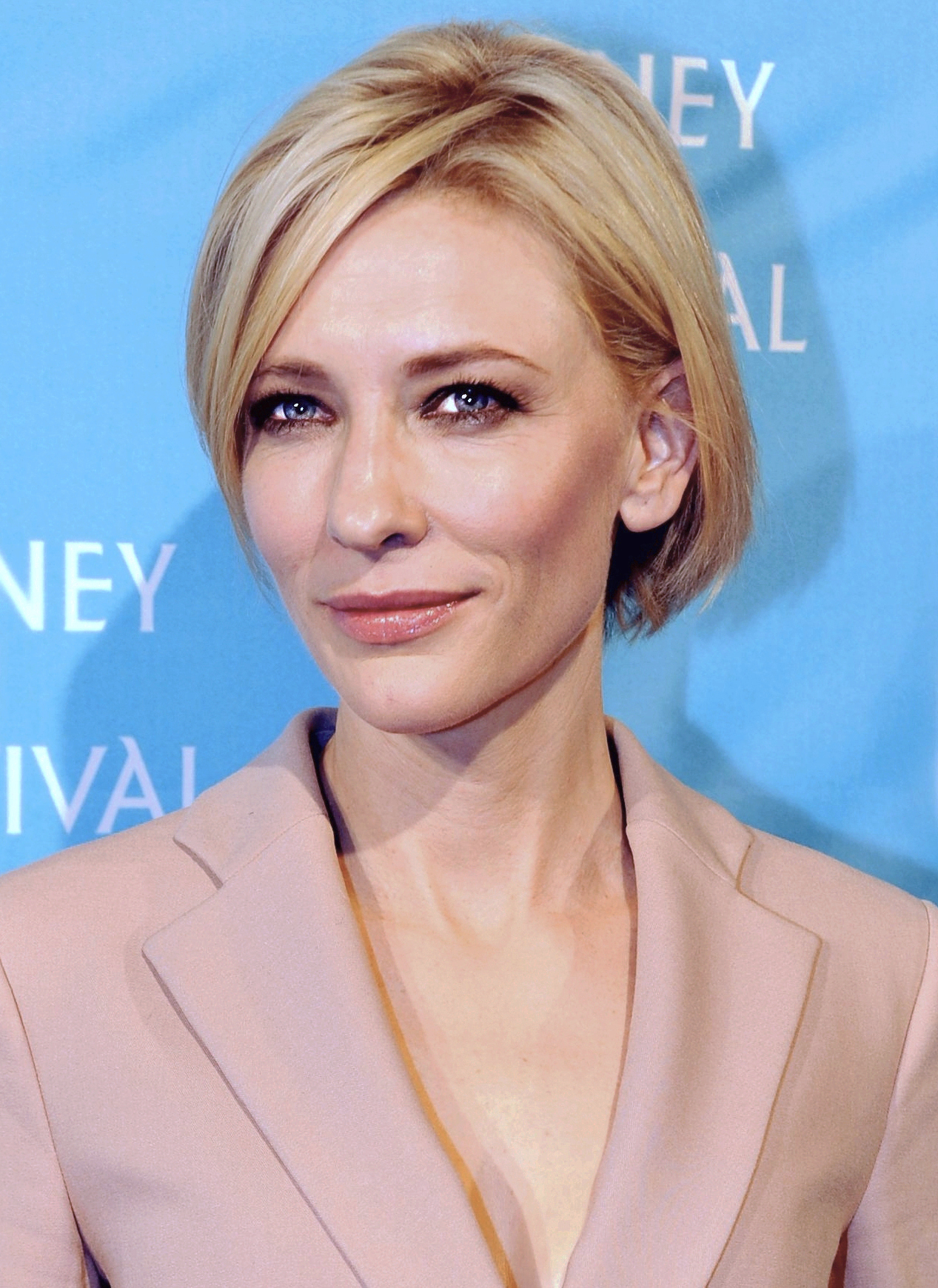
Cate Blanchett, bästa kvinnliga biroll

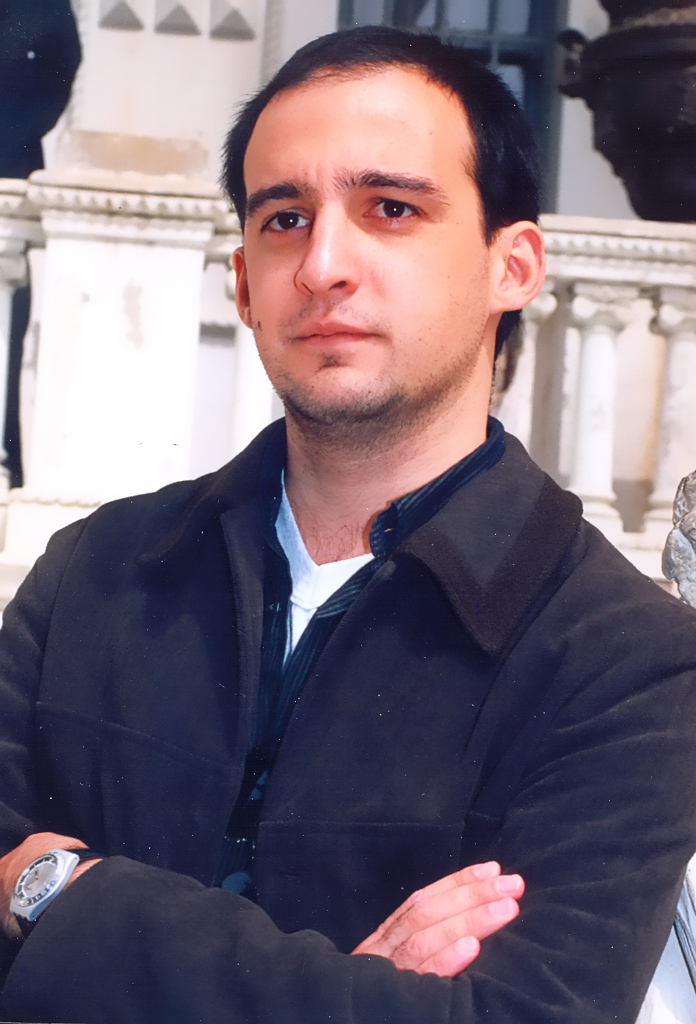
Alejandro Amenábar, regissör av bästa utländska film

| - Million Dollar Baby – Clint Eastwood, Albert S. Ruddy och Tom Rosenberg - The Aviator – Graham King och Michael Mann - Finding Neverland – Richard N. Gladstein och Nellie Bellflower - Ray – Taylor Hackford, Howard Baldwin och Stuart Benjamin - Sideways – Michael London                                        | - Clint Eastwood – Million Dollar Baby - Taylor Hackford – Ray - Mike Leigh – Vera Drake - Alexander Payne – Sideways - Martin Scorsese – The Aviator |
| Bästa manliga huvudroll | Bästa kvinnliga huvudroll |
| - Jamie Foxx – Ray - Don Cheadle – Hotel Rwanda - Johnny Depp – Finding Neverland - Leonardo DiCaprio – The Aviator - Clint Eastwood – Million Dollar Baby | - Hilary Swank – Million Dollar Baby - Annette Bening – Being Julia - Catalina Sandino Moreno – Maria Full of Grace - Imelda Staunton – Vera Drake - Kate Winslet – Eternal Sunshine of the Spotless Mind |
| Bästa manliga biroll | Bästa kvinnliga biroll |
| - Morgan Freeman – Million Dollar Baby - Alan Alda – The Aviator - Thomas Haden Church – Sideways - Jamie Foxx – Collateral - Clive Owen – Closer | - Cate Blanchett – The Aviator - Laura Linney – Kinsey - Virginia Madsen – Sideways - Sophie Okonedo – Hotel Rwanda - Natalie Portman – Closer |
| Bästa originalmanus | Bästa manus efter förlaga |
| - Eternal Sunshine of the Spotless Mind – Charlie Kaufman, Michel Gondry och Pierre Bismuth - The Aviator – John Logan - Hotel Rwanda – Terry George och Keir Pearson - Superhjältarna – Brad Bird - Vera Drake – Mike Leigh                                                                                           | - Sideways – Alexander Payne och Jim Taylor - Million Dollar Baby – Paul Haggis - Finding Neverland – David Magee - Dagbok från en motorcykel – José Rivera - Bara en dag – Ethan Hawke, Richard Linklater, Julie Delpy och Kim Krizan |
| Bästa animerade film | Bästa utländska film |
| - Superhjältarna – Brad Bird - Hajar som hajar – Bill Damaschke - Shrek 2 – Andrew Adamson | - Gråta med ett leende (Spanien) - Gosskören (Frankrike) - Undergången (Tyskland) - Yesterday (Sydafrika) - Så som i himmelen (Sverige) |
| Bästa dokumentär | Bästa kortfilmsdokumentär |
| - Born into Brothels: Calcutta's Red Light Kids – Ross Kauffman och Zana Briski - Den gråtande kamelen – Luigi Falorni och Byambasuren Davaa - Super Size Me – Morgan Spurlock - Tupac: Resurrection – Lauren Lazin och Karolyn Ali - Twist of Faith – Kirby Dick och Eddie Schmidt                                    | - Mighty Times: The Children's March – Robert Hudson och Robert Houston - Autism Is a World – Gerardine Wurzburg - The Children of Leningradsky – Hanna Polak och Andrzej Celinski - Hardwood – Hubert Davis och Erin Faith Young - Sister Rose's Passion – Oren Jacoby och Steve Kalafer |
| Bästa kortfilm | Bästa animerade kortfilm |
| - Geting – Andrea Arnold - Everything in This Country Must – Gary McKendry - Little Terrorist – Ashvin Kumar - 7:35 in the Morning – Nacho Vigalondo - Two Cars, One Night – Taika Waititi och Ainsley Gardiner | - Ryan – Chris Landreth - Birthday Boy – Sejong Park och Andrew Gregory - Gopher Broke – Jeff Fowler och Tim Miller - Guard Dog – Bill Plympton - Lorenzo – Mike Gabriel och Baker Bloodworth |
| Bästa filmmusik | Bästa sång |
| - Finding Neverland – Jan A. P. Kaczmarek - The Village – James Newton Howard - The Passion of the Christ – John Debney - Harry Potter och fången från Azkaban – John Williams - Lemony Snickets berättelse om syskonen Baudelaires olycksaliga liv – Thomas Newman                                                    | - "Al otro lado del río" från Dagbok från en motorcykel – Musik och text av Jorge Drexler - "Learn to Be Lonely" från Fantomen på Operan – Musik av Andrew Lloyd Webber; Text av Charles Hart - "Believe" från Polarexpressen – Musik och text av Glen Ballard och Alan Silvestri - "Look to Your Path" från Gosskören – Musik av Bruno Coulais; Text av Christophe Barratier - "Accidentally in Love" från Shrek 2 – Musik av Adam Duritz, Charles Gillingham, Jim Bogios, David Immergluck, Matt Malley och David Bryson; Text av Adam Duritz och Dan Vickrey |
| Bästa ljudredigering | Bästa ljud |
| - Superhjältarna – Michael Silvers och Randy Thom - Spider-Man 2 – Paul Ottosson - Polarexpressen – Randy Thom och Dennis Leonard | - Ray – Scott Millan, Greg Orloff, Bob Beemer och Steve Cantamessa - Superhjältarna – Randy Thom, Gary Rizzo och Doc Kane - The Aviator – Tom Fleischman och Petur Hliddal - Spider-Man 2 – Kevin O'Connell, Greg P. Russell, Jeffrey J. Haboush och Joseph Geisinger - Polarexpressen – Randy Thom, Tom Johnson, Dennis S. Sands och William B. Kaplan |
| Bästa scenografi | Bästa foto |
| - The Aviator – Dante Ferretti och Francesca Lo Schiavo - En långvarig förlovning – Aline Bonetto - Fantomen på Operan – Anthony Pratt och Celia Bobak - Finding Neverland – Gemma Jackson och Trisha Edwards - Lemony Snickets berättelse om syskonen Baudelaires olycksaliga liv – Rick Heinrichs och Cheryl Carasik | - The Aviator – Robert Richardson - En långvarig förlovning – Bruno Delbonnel - The Passion of the Christ – Caleb Deschanel - Fantomen på Operan – John Mathieson - Flying Daggers – Zhao Xiaoding |
| Bästa smink | Bästa kostym |
| - Lemony Snickets berättelse om syskonen Baudelaires olycksaliga liv – Valli O'Reilly och Bill Corso - The Passion of the Christ – Keith Vanderlaan och Christien Tinsley - Gråta med ett leende – Jo Allen och Manolo García                                                                                          | - The Aviator – Sandy Powell - Finding Neverland – Alexandra Byrne - Troja – Bob Ringwood - Lemony Snickets berättelse om syskonen Baudelaires olycksaliga liv – Colleen Atwood - Ray – Sharen Davis |
| Bästa klippning | Bästa specialeffekter |
| - The Aviator – Thelma Schoonmaker - Collateral – Jim Miller och Paul Rubell - Million Dollar Baby – Joel Cox - Finding Neverland – Matt Chesse - Ray – Paul Hirsch | - Spider-Man 2 – John Dykstra, Scott Stokdyk, Anthony LaMolinara och John Frazier - I, Robot – John Nelson, Andrew R. Jones, Erik Nash och Joe Letteri - Harry Potter och fången från Azkaban – Roger Guyett, Tim Burke, John Richardson och Bill George |

### Hederspris
- Sidney Lumet

### Filmer med fler än en nominering
- 11 nomineringar: The Aviator
- 7 nomineringar: Finding Neverland, Million Dollar Baby
- 6 nomineringar: Ray
- 5 nomineringar: Sideways
- 4 nomineringar: Superhjältarna, Lemony Snickets berättelse om syskonen Baudelaires olycksaliga liv
- 3 nomineringar: Hotel Rwanda, The Passion of the Christ, Fantomen på Operan, Polarexpressen, Spider-Man 2, Vera Drake
- 2 nomineringar: Gosskören, Closer, Collateral, Eternal Sunshine of the Spotless Mind, Harry Potter och fången från Azkaban, Dagbok från en motorcykel, Gråta med ett leende, Shrek 2, En långvarig förlovning

### Filmer med fler än en vinst
- 5 vinster: The Aviator
- 4 vinster: Million Dollar Baby
- 2 vinster: Superhjältarna, Ray